# Consolida saccata
Consolida saccata — вид квіткових рослин роду сокирки (Consolida) родини жовтецеві (Ranunculaceae).

## Поширення
Вид поширений на півночі Іраку, заході Ірану та сході Туреччини. Росте на кам'янистих полях. Цвіте у червні-липні.

## Опис
Однорічна трав'яниста рослина. Стебло 25–60 см заввишки, просте, рідше при основі гіллясте, з відстовбурченими горизонтально тонкими жовтуватими волосками. Листя лінійне, гостре, 3- або 2-лопатеве. Квітконіжка густо вкрита волосками. Квітки білі, діаметром 20–25 мм.